# Ham Mukasa
Ham Mukasa także Rwamujonjoza (ur. 1868, zm. 1956) – bugandyjski pisarz i językoznawca; sekretarz wieloletniego premiera Bugandy Apolo Kagwy (1865–1927); szef Kyaggwe.

## Życiorys
Ham Mukasa urodził się w 1868 roku. Przebywał jako paź na dworze króla Mutesy I, gdzie przeszedł na chrześcijaństwo i odebrał nieformalne wykształcenie od pierwszych misjonarzy. W konflikcie na dworze opowiedział się po stronie frakcji chrześcijańskiej. Należał do kościoła anglikańskiego. Posługiwał się płynnie suahili i językiem angielskim, co pozwoliło mu na zdobycie sekretarza Apolo Kagwy, który pełnił funkcję premiera Bugandy – katikiro w latach 1889–1926. Mukasa był sekretarzem Kagwy od 1900 roku.
Mukasa studiował języki i zajmował się tłumaczeniami. Napisał jedną z pierwszych gramatyk i jeden z pierwszych glosariuszy języka luganda. Opracował również komentarz do Ewangelii Mateusza. Mówiono o nim „uczony, który nigdy nie chodził do szkoły”.
Towarzyszył Kagwie w podróży do Wielkiej Brytanii na ceremonię koronacji Edwarda VII, podczas której prowadził dziennik wydany w 1904 roku pod tytułem Uganda’s Katikiro in England: Being the Official Account of His Visit to the Coronation of His Majesty Edward VII.
Był szefem Kyaggwe a w 1935 roku przeszedł na emeryturę w 1935 roku. Zmarł w 1956 roku.